# 200 złotych 1976 Igrzyska XXI olimpiady
200 złotych 1976 Igrzyska XXI olimpiady – okolicznościowa moneta o nominale 200 złotych, bita w srebrze, wprowadzona do obiegu 15 maja 1976 r. zarządzeniem z 30 kwietnia 1976 r. (M.P. z 1976 r. nr 21, poz. 97), wycofana z dniem denominacji z 1 stycznia 1995 r., rozporządzeniem prezesa Narodowego Banku Polskiego z dnia 18 listopada 1994 r. (M.P. z 1994 r. nr 61, poz. 541).
Monetę wybito z okazji letnich igrzysk olimpijskich w Montrealu w 1976 roku. Wyemitowano ją w ramach serii tematycznej Sport.

## Awers
W centralnym punkcie umieszczono godło – orła bez korony, po bokach rok „1976”, pod łapą znak mennicy w Warszawie, pod spodem napis „ZŁ 200 ZŁ”, a dookoła napis „POLSKA RZECZPOSPOLITA LUDOWA”.

## Rewers
Na tej stronie monety znajduje się znicz olimpijski, pomiędzy nim a płomieniami koła olimpijskie, dookoła napis „IGRZYSKA XXI OLIMPIADY”.

## Nakład
Monetę bito w Mennicy Państwowej, w srebrze próby 625, stemplem zwykłym, na krążku o średnicy 31 mm, masie 14,5 grama, z rantem ząbkowanym, w nakładzie 2 072 401 sztuk, według projektu Stanisławy Wątróbskiej.

## Opis
Moneta jedną z trzech srebrnych dwustuzłotówek wprowadzonych do powszechnego obiegu w okresie PRL. Pozostałe dwie to:
- 200 złotych 1974 XXX lat PRL
- 200 złotych 1975 XXX rocznica zwycięstwa nad faszyzmem.

W cennikach NBP pojawiła się informacja o wyselekcjonowaniu 10 100 sztuk monet z ogólnej emisji i ich dystrybucji jako monet kolekcjonerskich. Monety te nie były jednak bite stemplem lustrzanym.

## Powiązane monety
Dwustuzłotówka z tymi samymi rysunkami awersu i rewersu została również wybita jako próbna kolekcjonerska, stemplem lustrzanym, z napisem „PRÓBA”, w nakładzie 6048 sztuk.
Jako próbną kolekcjonerską wybito w srebrze monetę 200 złotych upamiętniającą również letnia olimpiadę w Montrealu, z kołami olimpijskimi umieszczonymi na głowie sportowca, w nakładzie 6050 sztuk.

## Wersje próbne
Istnieje wersja tej monety należąca do serii próbnej w niklu, w nakładzie 500 sztuk.
W serii monet próbnych niklowych istnieje również konkurencyjny projekt dwustuzłotówki z XXI igrzysk olimpijskich, ze zniczem i małymi kołami olimpijskimi umieszczonymi z lewej strony.